# جوائز نقابة ممثلي الشاشة الثالث والعشرون
عرض حفل توزيع جوائز نقابة ممثلي الشاشة الثالث والعشرون في 29 يناير 2017 على الشبكة التلفزيونية TBS و شبكة تورنر التلفزيونية و قناة دبي ون. وتم توزيع كل الجوائز المعتادة بين فئات التلفاز والأفلام. اتسم الحفل بنوعية معينة من الخطابات السياسية ضد الإدارة الأمريكية الحالية وقراراتها تجاه اللاجئين والمهاجرين، أسماء متعددة اعتلت المنصة وشكرت المصوتين والنقابة ولم تنسى أن تنتقد الرئيس الأمريكي دونالد ترامب وادارته من ضمنهم ليلي توملن التي حصلت على جائزة تكريمية لانجازتها على مدى حياتها.

## الفائزون والمرشحون

### الأفلام
الفائز مكتوب بالخط الغليظ

### التلفاز
الفائز مكتوب بالخط الغليظ
| أداء متميز من قبل ممثل في فيلم تلفزيوني أو مسلسل قصير | أداء متميز من قبل ممثلة في فيلم تلفزيوني أو مسلسل قصير |
| --- | --- |
| - براين كرانستون _ طوال الطريق - ريز أحمد _ في ليلة - ستيرلينغ براون _ الشعب ضد أو جاي سيمبسون: قصة جريمة أمريكية - جون تورتورو – في ليلة - كورتني بي فينس – الشعب ضد أو جاي سيمبسون | - سارة بولسون – الشعب ضد أو جاي سيمبسون: قصة جريمة أمريكية - برايس دالاس هوارد – المرآة السوداء - فيليستي هوفمان – جريمة أمريكية - أودرا مكدونالد – يوم المرأة في بار وشواية ايميرسون - كيري واشنطن – تأكيد |
| أداء متميز من قبل ممثل في مسلسل درامي | أداء متميز من قبل ممثلة في مسلسل درامي |
| - جون ليثغو – التاج - ستيرلينغ براون – هؤلاء نحن - بيتر دنكليج – صراع العروش - رامي مالك – السيد روبوت - كيفين سبيسي – بيت من ورق | - كلير فوي – التاج - ميلي بوبي براون – أشياء غريبة - تاندي نيوتن – وست وورلد - وينونا رايدر – أشياء غريبة - روبين رايت – بيت من ورق                                                                         |
| أداء متميز من قبل ممثل في مسلسل كوميدي | أداء متميز من قبل ممثلة في مسلسل كوميدي |
| - ويليام ميسي – شيملس - أنتوني أندرسن – بلاك-يش - تيتوس بورغس – كيمي شميت القوية - تاي باريل – العائلة الحديثة - جيفري تامبور – شفاف | - جوليا لوي دريفوس – نائبة الرئيس - اوزو ادوبا – البرتقالي هو الأسود الجديد - جين فوندا – غرايس وفرانكي - إيلي كيمبر – كيمي شميت القوية - ليلي توملن – غرايس وفرانكي                                        |
| أداء متميز من قبل فرقة في سلسلة درامية | |
| - أشياء غريبة – وينونا رايدر، ديفيد هاربور، ميلي بوبي براون، فين وولفهارد، ناتاليا داير، جو كيري، ماثيو مودين - التاج – كلير فوي، كليف فرانسيس، فانيسا كيربي، جون ليثجو، ليتزي ماكينرني، بن مايلز، جيريمي نورثام، مات سميث، بيب تورينز وهارييت والتر - داونتون آبي – سامانثا بوند، هيو بونفيل، باتريك برينان، لورا كارمايكل، جيم كارتر، راكيل كاسيدي، بول كوبلي، بريندان كويل، ميشيل دوكيري، كيفن دويل، مايكل فوكس، جوان فروجات، ماثيو غود، هاري هادن-باتون، روب جيمس-كولير، سو جونستون، ألين ليتش، فيليس لوغان، إليزابيث ماكغوفرن، صوفي ماكشيرا، ليزلي نيكول، دوغلاس ريث، ديفيد روب، ماغي سميث، جيريمي سويفت، هوارد وارد، بينيلوبي ويلتون - صراع العروش – ألفي آلن، جاكوب أندرسون، دين شارل تشابمان، إميليا كلارك، نيكولاج كوستر والداو، ليام كونينغهام، بيتر دينكلاج، ناثالي إيمانويل، كيت هارينغتون، لينا هيدي، كونليث هيل، كريستوفر هيفجو، ميشيل هسمان، فايي مارساي، جوناثان برايس، صوفي تيرنر، كاريس فان هوتن، جيما ويلان وميزي وليامز - وست وورلد – بن بارنز، إنغريد بولس بيردال، إد هاريس، لوك هيمسورث، أنتوني هوبكنز، سيدس بابيت نودسن، جيمس مارسدن، ليوناردو نام، ثاندي نيوتن، تالولاه رايلي، رودريجو سانتورو، أنجيلا سارافيان، جيم سيمبسون، بطليموس سلوكوم، إيفان راشيل وود، شانون وودوارد وجيفري رايت | |
| أداء متميز من قبل فرقة في سلسلة كوميدية | |
| - البرتقالي هو الأسود الجديد – - نظرية الانفجار العظيم – - بلاك-يش – - مودرن فاميلي - نائبة الرئيس | |